# World Darts Trophy
World Darts Trophy – turniej darta organizowany w latach 2002–2007 w mieście Utrecht w Holandii. Turniej był równy rangą obu mistrzostwom świata – BDO World Darts Championship i PDC World Darts Championship. Turniej spopularyzował (Winmau World Masters) i stymulował powstanie takich turniejów jak Lakeside World Championship i International Darts League.

## Sponsorzy
- 2004–2006 Bavaria (marka holenderskiego piwa)
- 2007 Bullit (napój energetyzujący)

## Nagrody
Dane na 2007 rok
- Zwycięzca: €45,000
- 2. miejsce: €22,500
- Półfinał: €11,250
- Ćwierćfinał: €6,000
- 2. runda: €3,000
- Przegrana w 1. rundzie: €2,000
- Wygrana w dziewięciu rzutkach: Alfa Romeo Brera 2.4 JTDM 20V warty €50,000
- Najwyższe zejście: €1,000
- Pula nagród: €221,000

## Finały
| Rok  | Zwycięzca (średnia punktów w finale) | Wynik (w setach) | 2. miejsce (średnia punktów w finale) |
| ---- | ------------------------------------ | ---------------- | ------------------------------------- |
| 2002 | Tony David (97,80)                   | 6-0              | Tony O’Shea (90,48)                   |
| 2003 | Raymond van Barneveld (104,91)       | 6-2              | Mervyn King (98,07)                   |
| 2004 | Raymond van Barneveld (94,71)        | 6-4              | Martin Adams (91,50)                  |
| 2005 | Gary Robson (91,50)                  | 6-4              | Mervyn King (88,80)                   |
| 2006 | Phil Taylor (102,21)                 | 7-2              | Martin Adams (94,77)                  |
| 2007 | Gary Anderson (103,32)               | 7-3              | Phil Taylor (102,30)                  |

## Finały kobiet
| Rok  | Zwycięzca          | Wynik (w setach) | 2. miejsce             |
| ---- | ------------------ | ---------------- | ---------------------- |
| 2002 | Mieke de Boer      | 3-1              | Crissy Manley          |
| 2003 | Trina Gulliver     | 3-1              | Francis Hoenselaar     |
| 2004 | Francis Hoenselaar | 3-1              | Anastasia Dobromyslova |
| 2005 | Karin Krappen      | 3-1              | Francis Hoenselaar     |

## Finały juniorów
| Rok  | Zwycięzca      | Wynik (w legach) | 2. miejsce   |
| ---- | -------------- | ---------------- | ------------ |
| 2002 | Ron Meulenkamp | 6-1              | Sven van Dun |